# شيم
الشيم (الاسم العلمي: Caranx) هو جنس من الأسماك يتبع الفصيلة الشيميات من رتبة شيميات الشكل. واسمه في عمان قشران  أو دبس.

## أنواع الشيم
- شيم أحمر
- شيم أخضر
- شيم أزرق
- شيم أزرق الزعانف
- شيم حزين
- شيم حصاني
- شيم سنغالي
- شيم شاخر
- شيم شدقي
- شيم عريض
- شيم عملاق
- شيم فيشري
- شيم كلبي
- شيم مقيد
- شيم نحاسي